# Salman Persanul

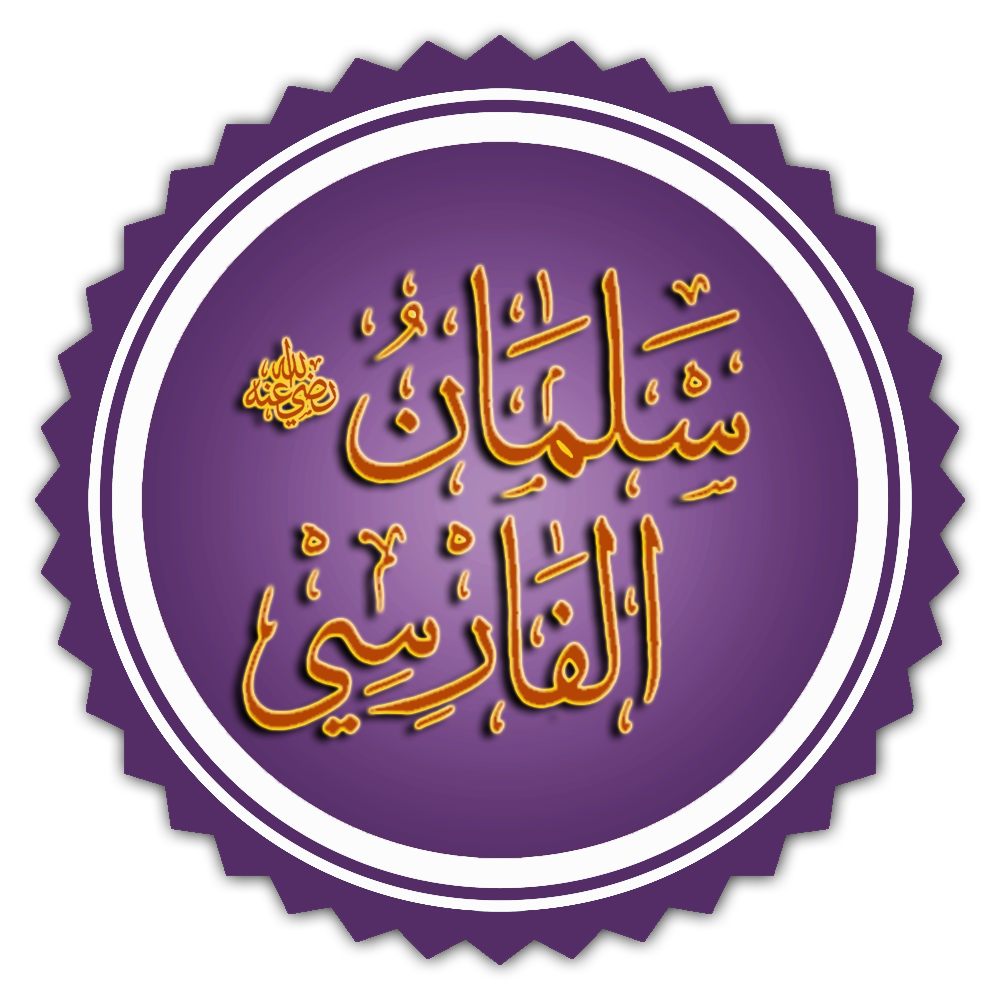

Salman Persanul (în arabă: سلمان الفارسي) (Salman al-Farsi), născut Rōzbeh (în persană: روزبه), a fost unul dintre cei mai loiali companioni ai Profetului Mahomed. 
Salman a fost primul persan care s-a convertit la islam. După o perioadă petrecută alături de ceilalți companioni ai profetului aceștia i s-au adresat cu formula Abu Abdullah (Tatăl lui Abdullah).
Tradiția populară islamică indică faptul că Mahomed îl considera pe Salman membru al familiei sale (Ahl al-Bayt).

## Biografie
Salman s-a născut în orașul Esfahan  într-o familie de preoți zoroastrieni. În adolescență se convertește la creștinism fiind impresionat de slujba dintr-o biserică. Ulterior, pleacă în Siria cu o caravană de călugări creștini. Intră în slujba unor preoți, unul dintre aceștia prezicându-i că o nouă religie este pe cale să apară pe tărâmurile arabilor. 
Salman plătește un grup de negustori arabi pentru a-l călauzi spre pământurile lor însă aceștia rup legământul cu el și il vând unui evreu care îi devine stăpân. Evreul îl vinde la rândul său nepotului său care îl duce pe Salman la Yathrib în aceeași perioadă în care profetul părăsește Mecca și se refugiază în oaza Yathrib (devenit ulterior Medina). Salman îl întâlnește pe profet și acceptă islamul, profetul cumpărând-ul de la stăpânul său evreu și redându-i libertatea.
Unul dintre citatele notabile ale lui Salman a fost „Eu sunt Salman, fiul Islamului, din fii lui Adam”.

## Servicii aduse islamului
Salman s-a remarcat în timpul războiului cu non-musulmanii din Mecca atunci când a propus săparea unor tranșee care să prevină invadarea orașului Medina de către aceștia, acțiune care a dus la câștigarea bătăliei de către musulmani.
El a tradus parțial Coranul în persană fiind prima persoană care să-l interpreteze și traducă într-o limbă străină. 
De asemenea Salman a fost pentru o perioadă guvernatorul provinciei Mada'in în Irak.

## Moartea
Nu se știe data exactă a morții lui Salman însă se bănuiește că ar fi murit în ultimii ani de domnie ai califului Othman (32 AH/654 AD) sau primii ani de domnie ai lui Ali (35 AH/657 AD).